# Hanumangarh
Hanumangarh là một thành phố và khu đô thị của quận Hanumangarh thuộc bang Rajasthan, Ấn Độ.

## Địa lý
Hanumangarh có vị trí 29°35′B 74°19′Đ / 29,58°B 74,32°Đ Nó có độ cao trung bình là 177 mét (580 feet).

## Nhân khẩu
Theo điều tra dân số năm 2001 của Ấn Độ, Hanumangarh có dân số 129.654 người. Phái nam chiếm 54% tổng số dân và phái nữ chiếm 46%. Hanumangarh có tỷ lệ 65% biết đọc biết viết, cao hơn tỷ lệ trung bình toàn quốc là 59,5%: tỷ lệ cho phái nam là 72%, và tỷ lệ cho phái nữ là 57%. Tại Hanumangarh, 14% dân số nhỏ hơn 6 tuổi.